# Karl Pestalozzi (Ingenieur)

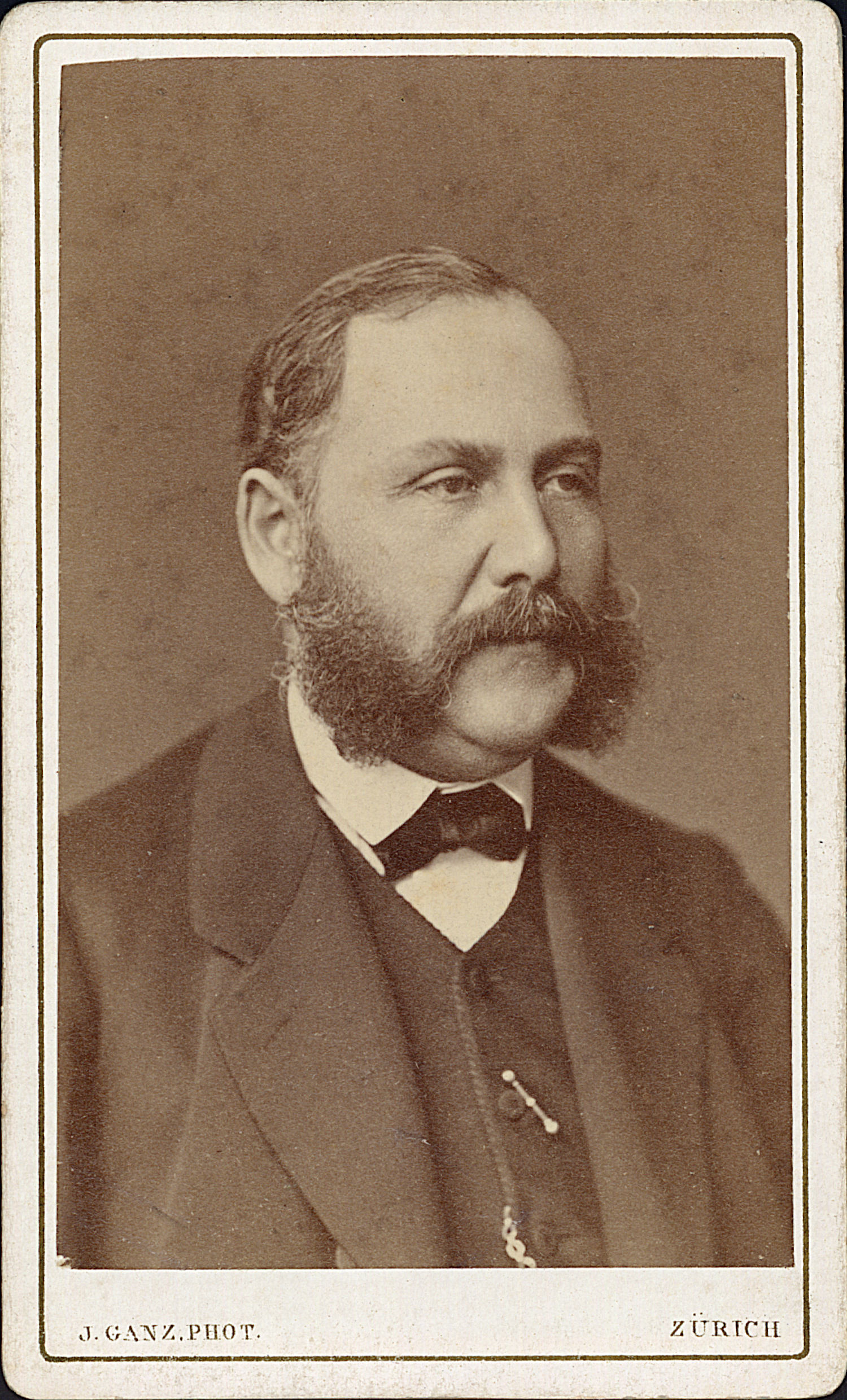
Karl Pestalozzi (1871)

Karl Pestalozzi (* 4. Mai 1825 in Neuhof (Gemeinde Birr); † 14. Januar 1891 in Zürich) war ein Schweizer Ingenieur und Strassenbauer.

## Leben
Karl Pestalozzi, ein Urenkel von Johann Heinrich Pestalozzi, entstammte einer reformierten Zürcher Familie. Er war Sohn der Katharina Schmid und des Landwirts Gottlieb Pestalozzi.  Er besuchte die Kantonsschule Zürich und studierte von 1840 bis 1845 Ingenieurwissenschaften in Karlsruhe und Wien. Unter der Leitung von Johannes Wild wirkte er an der Aufnahme der topografischen Karte des Kantons Zürich mit. Ab 1856 war er Hilfslehrer für Ingenieurwissenschaften, 1864 Titularprofessor, und von 1881 bis 1891 ordentlicher Professor für Strassen-, Kanal- und Wasserbau als Nachfolger von Carl Culmann am Eidgenössischen Polytechnikum in Zürich.
Pestalozzi erstellte zahlreiche flussbaulichen Gutachten, u. a. für die Rheinregulierung und die Abflussregulierung des Genfersees. Von 1854 bis 1883 war er Mitglied der städtischen Baukommission, von 1861 bis 1865 Zürcher Stadtrat (Bauamt) sowie von 1865 bis 1883 Grosser Stadtrat. Er war Quästor der Pestalozzi-Stiftung und Oberst der Artillerie. Pestalozzi blieb sein Leben lang ledig.